# پنج انگشت (سرده)
پنج انگشت (نام علمی: Vitex) نام یک سرده از تیره نعناعیان است.